# Carsen Edwards

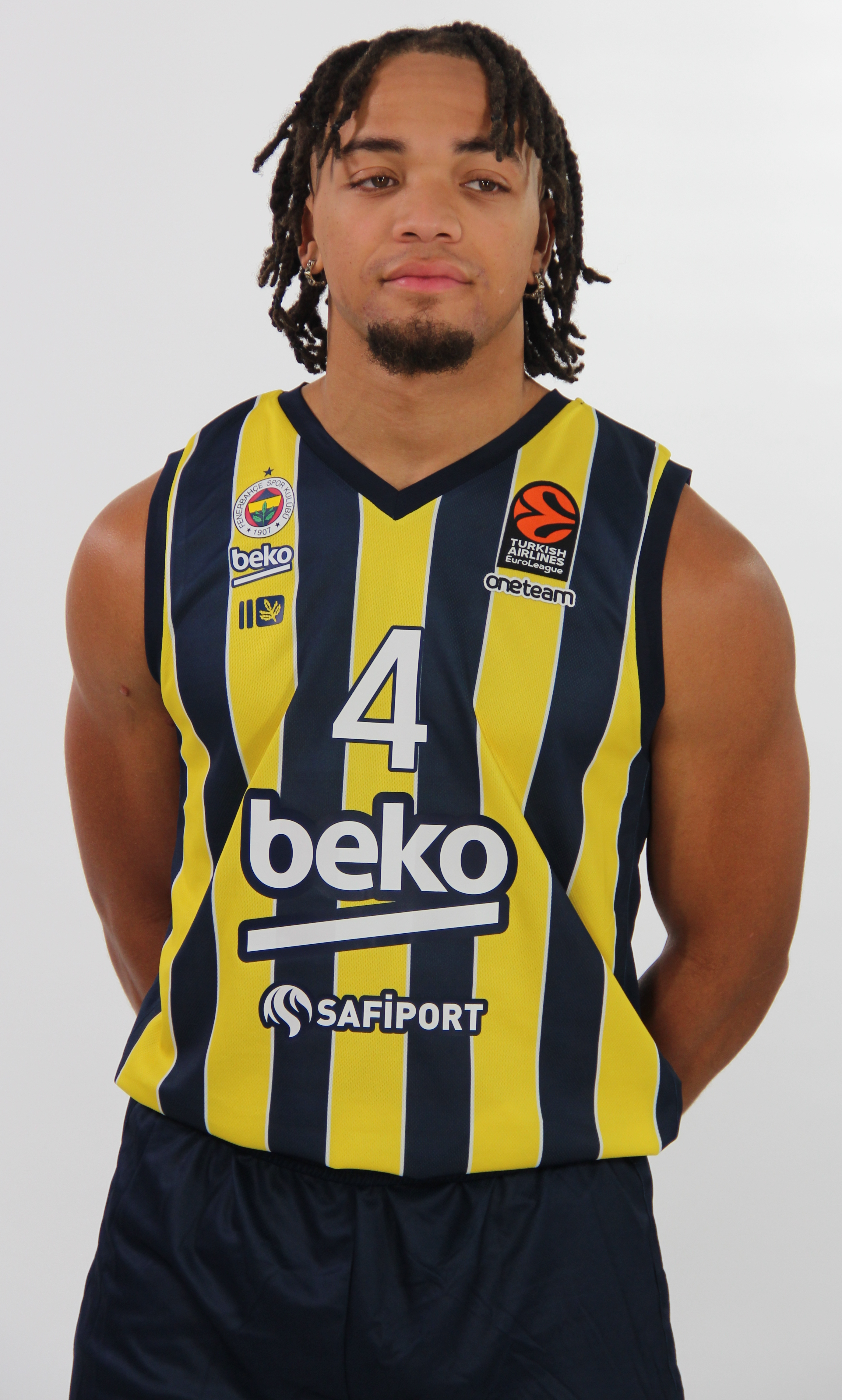
Edwards w barwach Fenerbahçe

Carsen Cade Edwards (ur. 12 marca 1998 w Houston) – amerykański koszykarz, występujący na pozycjach rozgrywającego lub rzucającego obrońcy, od 2023 zawodnik Bayernu Monachium.
W 2019 reprezentował Boston Celtics, podczas letniej ligi NBA.
15 września 2021 trafił do Memphis Grizzlies. 23 września 2021 opuścił klub. 
3 kwietnia 2022 zawarł umowę do końca sezonu z Detroit Pistons. 21 lipca 2023 został zawodnikiem niemieckiego Bayernu Monachium.

## Osiągnięcia
Stan na 12 października 2023, na podstawie, o ile nie zaznaczono inaczej.
NCAA
- Uczestnik rozgrywek:
  - Elite 8 turnieju NCAA (2019)
  - Sweet 16 turnieju NCAA (2017–2019)
- Mistrz sezonu regularnego Big 10 (2017, 2019)
- Laureat nagrody Jerry West Award (2018)[8]
- Most Outstanding Player (MOP=MVP) turnieju regionalnego NCAA South (30.03.2019)
- Zaliczony do:
  - I składu:
    - Big 10 (2018, 2019)
    - turnieju:
      - Big 10 (2018)
      - Charleston Classic (2019)

  - II składu All-American (2018 przez NABC, 2019)
  - III składu All-American (2018 przez Associated Press, Sporting News)
- Zawodnik tygodnia:
  - NCAA (26.02.2018 przez NCAA.com)
  - Big 10 (26.02.2018, 12.11.2018, 10.12.2018, 4.02.2019)

Drużynowe
- 3. miejsce podczas mistrzostw Turcji (2023)
- Finalista Superpucharu Turcji (2022)

Indywidualne
- Lider G-League w średniej punktów (2022)

Reprezentacja
- Wicemistrz uniwersjady (2017)
- Brązowy medalista mistrzostw świata U–19 (2017)